# Constantin Gerhardinger
Constantin Gerhardinger (* 31. Juli 1888 in München; † 11. März 1970 in Törwang) war ein deutscher Maler.

## Werdegang und Arbeit als Maler
Nach dem Besuch des Luitpold-Gymnasiums in München verdiente Gerhardinger erstes Geld als Ministrant, dann als Volontär im Kunsthandel. Später besuchte Gerhardinger die Kunstgewerbeschule München und studierte dann ab 1911 an der Akademie der Bildenden Künste München bei Angelo Jank und Adolf Hengeler. Bereits 1914 nahm er an Ausstellungen teil, ein Bild wurde von den Bayerischen Staatsgemäldesammlungen angekauft. Nach seiner Teilnahme am Ersten Weltkrieg arbeitete Gerhardinger wieder in München und wurde Mitglied der Münchner Künstlergenossenschaft, 1920 war er Mitbegründer der Chiemseer Künstlergemeinschaft „Die Frauenwörther“.
Ab 1932 lebte Gerhardinger in Törwang, arbeitete jedoch weiterhin in seinem Münchner Atelier. Er war kein Mitglied der NSDAP, trat aber der Reichskammer der bildenden Künste bei. Zwischen 1937 und 1942 stellte er 25 Werke auf den Großen Deutschen Kunstausstellungen aus, von denen einige für die Reichskanzlei bzw. von Joseph Goebbels angekauft wurden. Mit Einnahmen von 99.000 RM gehörte er zu den Großverdienern dieser Ausstellung. 1938 wurde er mit dem Titel „Professor“ ausgezeichnet und stieg 1939 zum Hochschullehrer an der Akademie in München auf. 1943 überwarf sich Gerhardinger mit Adolf Hitler: Aufgrund der Gefährdung durch den Bombenkrieg hatte er sich entschlossen, seine Werke nicht weiter für Ausstellungen zur Verfügung zu stellen; fortan galt er als Defätist und durfte nicht mehr unterrichten.
Nach dem Zweiten Weltkrieg gehörte Gerhardinger zu den Neubegründern der Münchner Künstlergenossenschaft und wurde ihr Präsident. In seinem Werkverzeichnis werden 930 Ölbilder sowie wenige Grafiken aufgeführt. Einen großen Teil seines Nachlasses vermachte er der Stadt Rosenheim.
Eines seiner Lieblingsmotive war Kallmünz. Er kam seit 1921 fast jedes Jahr in den Markt und malte dort. 1969 wurde er schließlich auch Ehrenbürger des Ortes.

## Familie
Gerhardinger war das uneheliche Kind eines Juristen und einer Wäscherin. Verheiratet war er mit Else Schmitz-Scholl, der Adoptivtochter des Unternehmers Karl Schmitz-Scholl senior.

## Werk
Gerhardinger malte Porträts und Landschaftsbilder in der Tradition der Chiemseemaler. Auf der Großen Deutschen Kunstausstellung 1941 stellte er das großformatige Werk „NS-Gemeinderatssitzung“ aus, das er später vernichtete. Viele seiner Werke befinden sich in der Städtischen Galerie Rosenheim, der er seinen Nachlass vermachte.

## Ausstellungen (Auswahl)

### Teilnahme
- Ausstellung im Münchner Glaspalast, ab 1914
- Ausstellungen der Münchner Künstlergenossenschaft, ab 1918
- Große Berliner Kunstausstellung, 1925
- Große Deutsche Kunstausstellung München, 1937 bis 1942
- Biennale Venedig, 1938
- Ausstellung „Die Frauenwörther“, Frauenchiemsee, 1980

### Einzelausstellungen
- Neue Galerie München, 1920
- Haus der Kunst München, 1953
- Herrenchiemsee, 1962
- Städtische Galerie Rosenheim, fünf Ausstellungen zwischen 1963 und 1988

## Auszeichnungen und Ehrungen
- Goldmedaille auf der Weltfachausstellung Paris 1937 für „Die Hände“
- Titel „Professor“, 1938; aberkannt 1943
- Ehrenpräsident der Münchner Künstlergenossenschaft
- Ehrenbürger von Rosenheim, 1968
- Ehrenbürger von Kallmünz, 1969